# Stanisław Bergman
Stanisław Wojciech Bergman (sinh ngày 13 tháng 4 năm 1862 - mất ngày 28 tháng 8 năm 1930) là một họa sĩ người Ba Lan, chuyên vẽ tranh thể loại lịch sử, chân dung và tĩnh vật.

## Tiểu sử

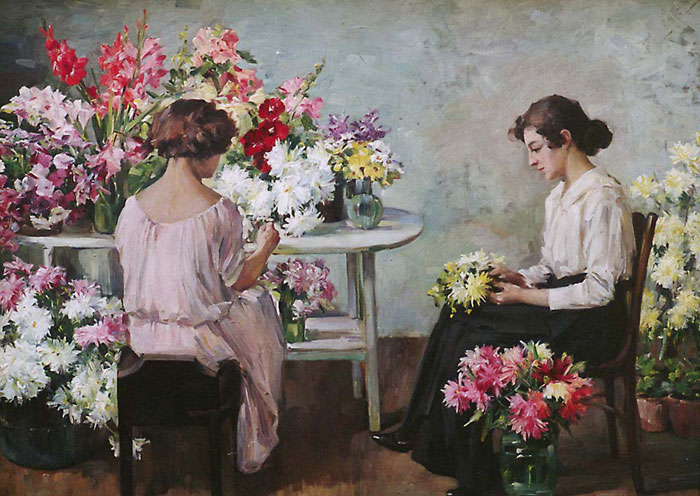
Florists

Bergman sinh ra ở Krosno. Từ năm 1879 đến năm 1885, ông theo học tại Học viện Mỹ thuật Kraków với Jan Matejko. Sau đó, nhờ vào học bổng, ông tiếp tục đi du học ở Munich từ năm 1885 đến năm 1887.
Chủ đề sáng tác của nghệ sĩ là các cảnh lịch sử và chân dung của những người dân thị trấn hay những quý cô thời thượng. Trong những năm tháng cuối đời, màu sắc trong tranh của nghệ sĩ trở nên tươi sáng hơn, do ảnh hưởng của trường phái ấn tượng. Nhiều tác phẩm của nghệ sĩ có thể được tìm thấy ở Bảo tàng quốc gia Krakow và Bảo tàng Độc lập.